# Barbouria
Barbouria is een geslacht van kreeftachtigen uit de klasse van de Malacostraca (hogere kreeftachtigen).

## Soorten
- Barbouria cubensis (von Martens, 1872)
- Barbouria yanezi Mejía, Zarza & López, 2008